# Comité Cerezo
El Comité Cerezo México, una organización de derechos humanos ubicada en la CDMX y fundada el 13 de agosto de 2001, se creó inicialmente para procurar la liberación de los hermanos Alejandro, Héctor y Antonio Cerezo Contreras, así como de Pablo Alvarado Flores. Ellos fueron detenidos bajo la acusación de haber colocado tres explosivos en distintos bancos de la Ciudad de México. Fueron imputados por los delitos de Terrorismo, Delincuencia organizada, posesión de cartuchos, acopio de armas, daño a propiedad ajena y modificación de artefactos, delitos que fueron posteriormente atribuidos a las Fuerzas Armadas Revolucionarias del Pueblo.[cita requerida]
Promueve la liberación de todos los presos políticos, de conciencia y presos injustamente asociados a motivos políticos de México y hacer un monitoreo permanente. Presentan un informe anual sobre los ataques, ejecuciones extrajudiciales, desaparición forzada y detenciones arbitrarias en contra de los defensores de derechos humanos en México. Después de tener 7 comités Cerezo en diferentes estados, actualmente sólo existe un Comité Cerezo México con sede en la Ciudad de México.[cita requerida]

## Objetivos
Los objetivos que la misma organización marca en su sitio web son los siguientes: 
- Lograr la libertad de los hermanos Alejandro, Héctor y Antonio Cerezo Contreras, sentenciados a siete años y medio de prisión y trasladados a los penales de Alta seguridad de Puente Grande y Matamoros respectivamente y de Pablo Alvarado, indígena Nahuatl, quien se encuentra en el penal de alta seguridad de La Palma, sentenciado a cinco años de prisión.
- Coadyuvar a la libertad de todos los presos políticos y de conciencia del país y documentar y publicar un reporte anual de presos políticos y de conciencia en México.
- Defender y promover los derechos humanos a través de la capacitación mediante talleres:

Taller de monitores en Derechos humanos:
- Dirigido a los Comités Cerezo estatales y a las organizaciones sociales y víctimas de violaciones a los DDHH y familiares para que adquieran la capacidad de redactar Acciones Urgentes sobre violaciones a los DDHH de sus organizaciones o de sus familiares.

Taller de documentación de caso:
- Dirigido a los Comités Cerezo estatales y a las organizaciones sociales y víctimas de violaciones a los DH y familiares para que adquieran la capacidad de documentar su propio caso, coadyuvando así a la aceptación del mismo de ONG’s nacionales e internacionales.

## Área de Educación
El área de educación del Comité es la encargada de organizar, planear y calendarizar los talleres para la formación y fortalecimiento de los defensores de derechos humanos.
Así mismo, el área es la responsable de la sistematización de dichos talleres, así como de la formación de los materiales necesarios para su desarrollo.
Objetivos del área de educación:
* Fortalecer a los defensores de derechos humanos (luchadores sociales) por medio de los siguientes ejes:
*     Ampliar y profundizar su conocimiento de los derechos humanos como una herramienta de lucha.
*     Crear una conciencia de la importancia de la documentación.
*     Facilitar los conocimientos necesarios para que los defensores de derechos humanos o luchadores sociales sean capaces de documentar por ellos mismos los casos de violaciones a los derechos humanos (ya sea a nivel de monitores o de organizaciones de defensa de derechos humanos).
*     Brindar los elementos necesarios para que los defensores de derechos humanos o luchadores sociales cuenten con las herramientas necesarias para llevar un caso de violación a los derechos humanos.